# Підлісківська сільська рада (Мостиський район)
| Підлісківська сільська рада — колишній орган місцевого самоврядування у Мостиському районі Львівської області з адміністративним центром у с. Підліски. Сільській раді підпорядковані населені пункти: - с. Підліски - с. Вишенька |

## Склад ради
Рада складається з 16 депутатів та голови.

### Керівний склад ради
| ПІБ                      | Основні відомості                                                                | Дата обрання | Дата звільнення |
| ------------------------ | -------------------------------------------------------------------------------- | ------------ | --------------- |
| Бавдис Андрій Михайлович | Сільський голова, 1972 року народження, освіта, член Української Народної Партії | 26.03.2006   | 31.10.2010      |
| Бавдис Андрій Михайлович | Сільський голова, 1972 року народження, освіта вища, безпартійний                | 31.10.2010   |                 |

Примітка: таблиця складена за даними джерела